# Programa espacial de Rusia
El programa espacial ruso es controlado por la Corporación Espacial Estatal «Roscosmos». El administrador en jefe es Anatoly Perminov. Este programa engloba las iniciativas astronáuticas desarrolladas por Rusia tras la disolución de la URSS en 1991. 
Entre los proyectos abortados por insuficiencias económicas, muchos de ellos heredados del programa espacial soviético, figuran el del transbordador Burán, el cohete Energía y su sucesor, el Energía II (Uragan), la estación espacial Mir-2, sucesora de la Mir, entre otros.
Entre las misiones conjuntas con la Agencia Espacial Europea se encuentra el programa Foton M.
El 12 de julio de 2007, Rusia celebró el 100 aniversario del nacimiento de Serguéi Koroliov, el presidente Putin entregó reconocimientos y flores a la hija del padre del programa espacial.
El 6 de noviembre de 2007, El presidente Putin firmó el decreto para crear el nuevo Cosmódromo Vostochni en la provincia de Amur.

## Presente y futuro

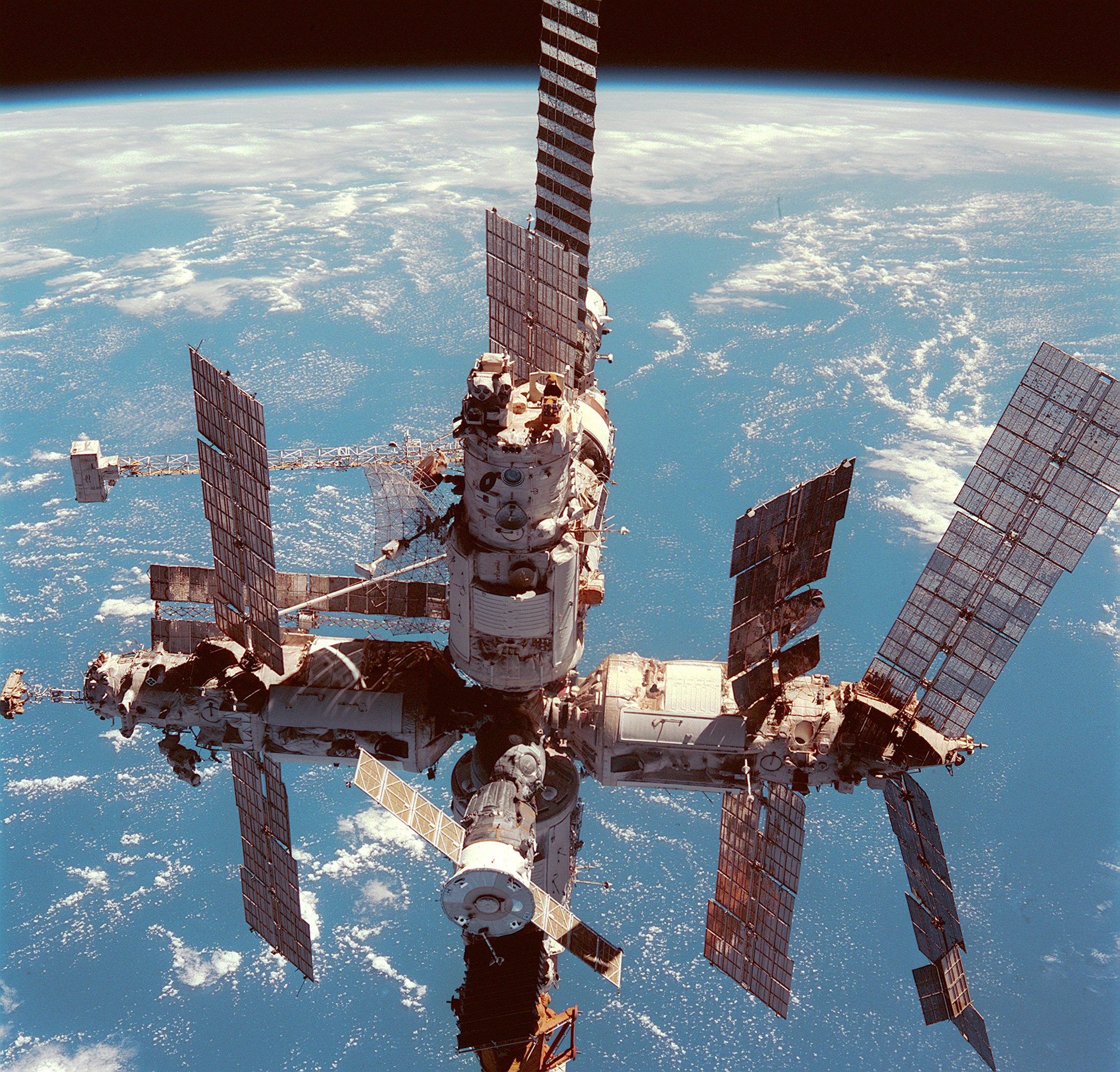
Estación orbital MIR

De nuevo desarrollo serán el Kliper (cancelado), la propuesta PPTS y el cohete Angara, así como la participación rusa en el proyecto de la Estación Espacial Internacional.
Dentro de las misiones de exploración interplanetaria, tras el fracaso de la Mars 96 (inicialmente, Mars 94), Rusia espera enviar la sonda Venera-D a Venus, la sonda Phobos-Grunt a Marte y la misión Luna-Glob a la Luna en los próximos años.
Anatoly Perminov, declaró en noviembre de 2007 que la carrera para construir la siguiente nave espacial rusa ya empezó, con dos competidores el Soyuz 3 y la nave Angara 3 construido por el Centro Khrunichev de Moscú. Reiteró que Rusia sigue con la idea de construir su propio cosmódromo y seguir usando Baikonur por otros 13 años.

## Historia

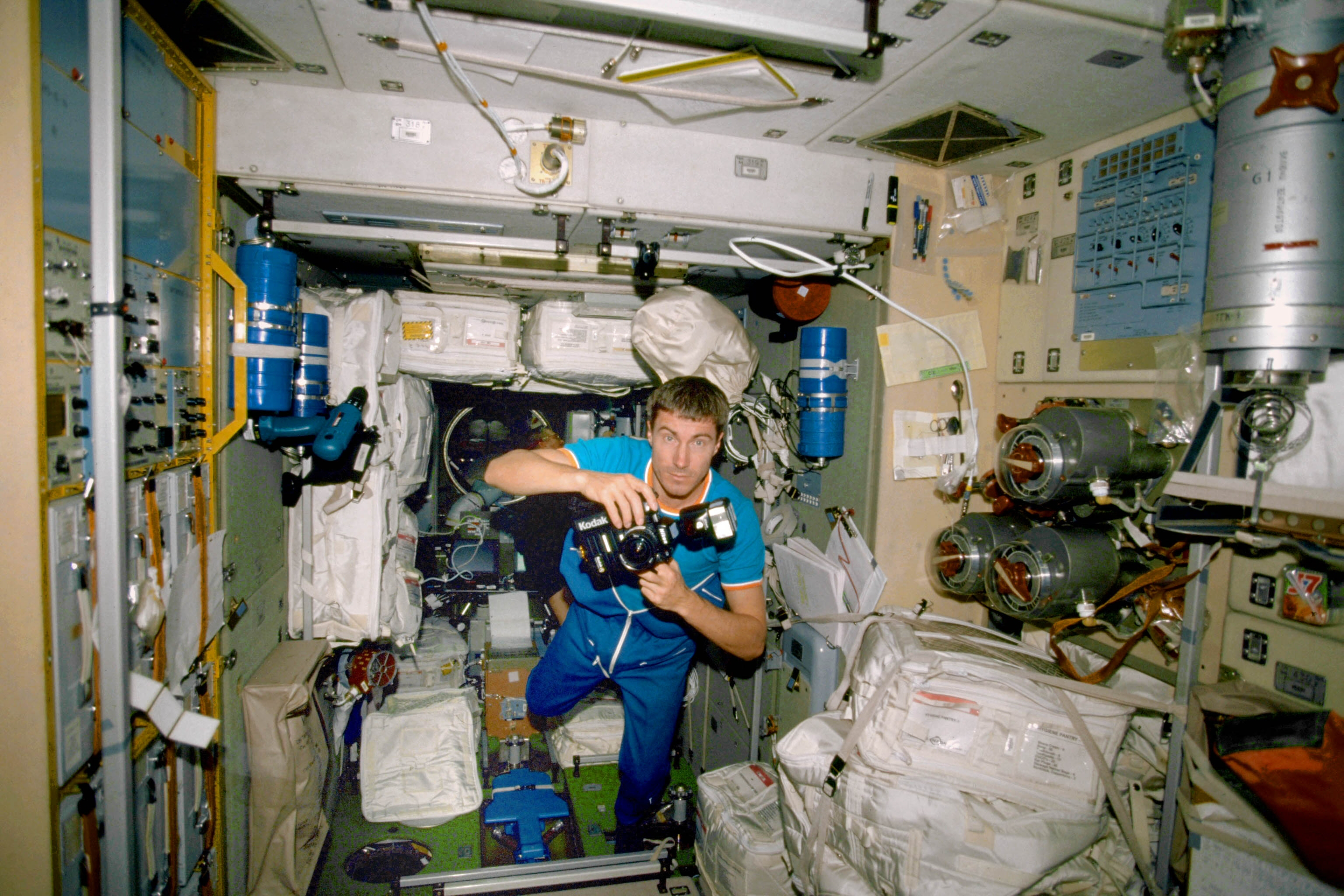
El cosmonauta Serguéi Krikaliov en el módulo ruso «Zvezda» de la EEI

La Agencia RKA (Федеральное космическое агентство России, o conocida como "Roskosmos") fue formada tras la disolución de la Unión Soviética, por lo cual usa la mayor parte de la tecnología heredada del programa espacial Soviético. Los lugares de lanzamiento son principalmente el cosmódromo de Baikonur. RKA tiene un control centralizado de todas las misiones civiles del programa Ruso.
Roskosmos y la NASA trabajaron en una misión conjunta en 1992 para que los astronautas habitaran por cierto tiempo en la estación MIR.

## Progresos iniciales
Al principio el programa espacial tenía muchas faltas de presupuesto por parte del gobierno Ruso, pero aun así pudo participar en la construcción de la Estación Espacial Internacional. RKA tuvo que encontrar maneras de mantener a flote sus programas espaciales, como el vender espacios publicitarios en la MIR para comerciales de la televisión y, más recientemente, vender espacios de vacaciones en la EEI a millonarios a un costo de $20 millones de dólares.

## Actividades recientes
A partir de 2005 la economía Rusa experimentó un boom debido a los altos precio del petróleo exportado, y los fondos para 2006 serían más favorables para la agencia, la DUMA aprobó un presupuesto de 305 billones de rublos (cerca de 11 000 millones de dólares USD) para el periodo de 2006-2015. Bajo este esquema el presupuesto de Roskosmos aumentará un 10% cada año: aparte de ello la agencia planea tener ingresos por más de 130 billones de rublos en lanzamientos de satélites comerciales.

## Estación Espacial Internacional
La Agencia Espacial Rusa es uno de los principales socios en el proyecto de la Estación espacial. Contribuyó con los módulos Zarys y Zvezda (el cuerpo principal), ambos fueron lanzados usando los cohetes Protón, a los que después se unió el módulo Unity de la NASA.
Roskosmos fue el responsable de poner en órbita la tripulación de la estación usando las naves Soyuz TMA y de enviar suministros desde el incidente del transbordador Columbia en 2003.

## Misiones científicas

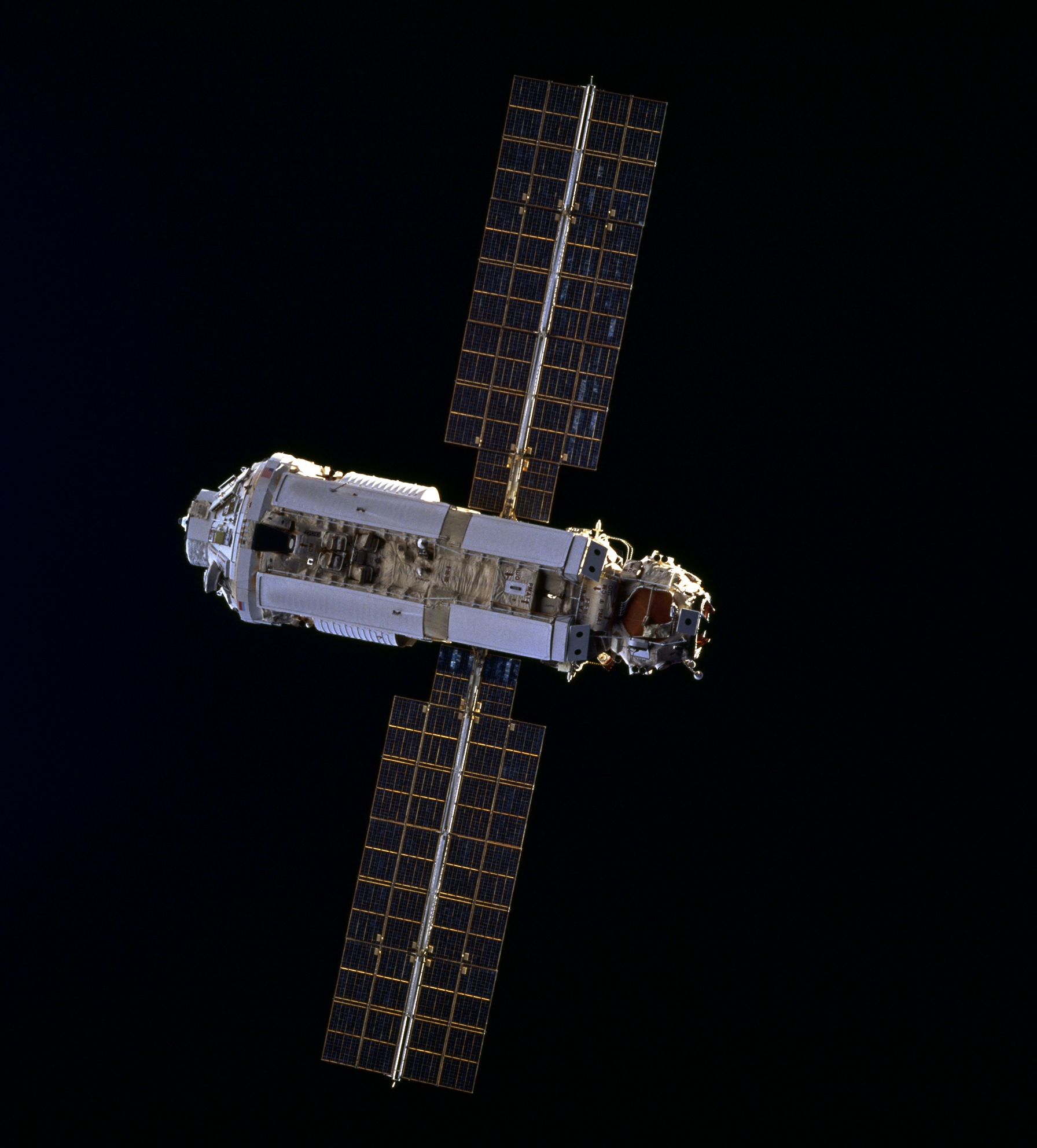
Módulo Zarya en 1998.

RKA opera varios programas científicos de estudio de la tierra, comunicación e investigación científica. Futuros proyectos incluyen el sucesor de la cápsula Soyuz el transbordador Kliper, misión robot a Marte y a sus lunas y aumentar el número de satélites alrededor de la tierra.
Algunas de sus misiones son:
- Luna-Glob, un orbitador lunar con penetradores
- Venera-D, un vehículo lander que aterrizará en la superficie
- Phobos-Grunt, misión a Marte

## Cohetes
Roskosmos usa principalmente la familia de los famosos cohetes R-7 comúnmente conocidos como cohete Soyuz, que son capaces de poner en órbita 7.5 toneladas de carga útil en la órbita baja de la tierra. También los cohetes Protón (UK-500) también desarrollados en los años 60s y con capacidad de poner órbita 20 toneladas. Utilizan otros Cohetes pequeños como el Cosmos-3M, y el cohete Rockot fabricado con la cooperación de Alemania.
Tiene un proyecto mejorar los cohetes actuales y crear nuevos, como el Soyuz 2 y Soyuz 3. La versión Soyuz 2ª fue probada con éxito y puso en órbita 8 toneladas de carga, la versión Soyuz 2b podrá poner en órbita 8.5 toneladas.
RKA ha sido la agencia especial que más lanzamientos comerciales realizó en 2005.

## Kliper

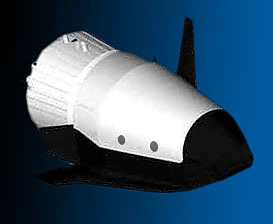
Infografía del transbordador Kliper.

El programa que más hizo impacto en 2005 de la agencia fue el transbordador Kliper una pequeña nave que puede ser reutilizada. Se tenía programada la puesta en operación y pruebas para el año 2019 pero los innumerables retrasos de las compañías participantes hicieron que Roskosmos cancelara el proyecto. Energía busca socios comerciales privados para poder seguir el proyecto.